# Maison Barbaggi-Rivarola

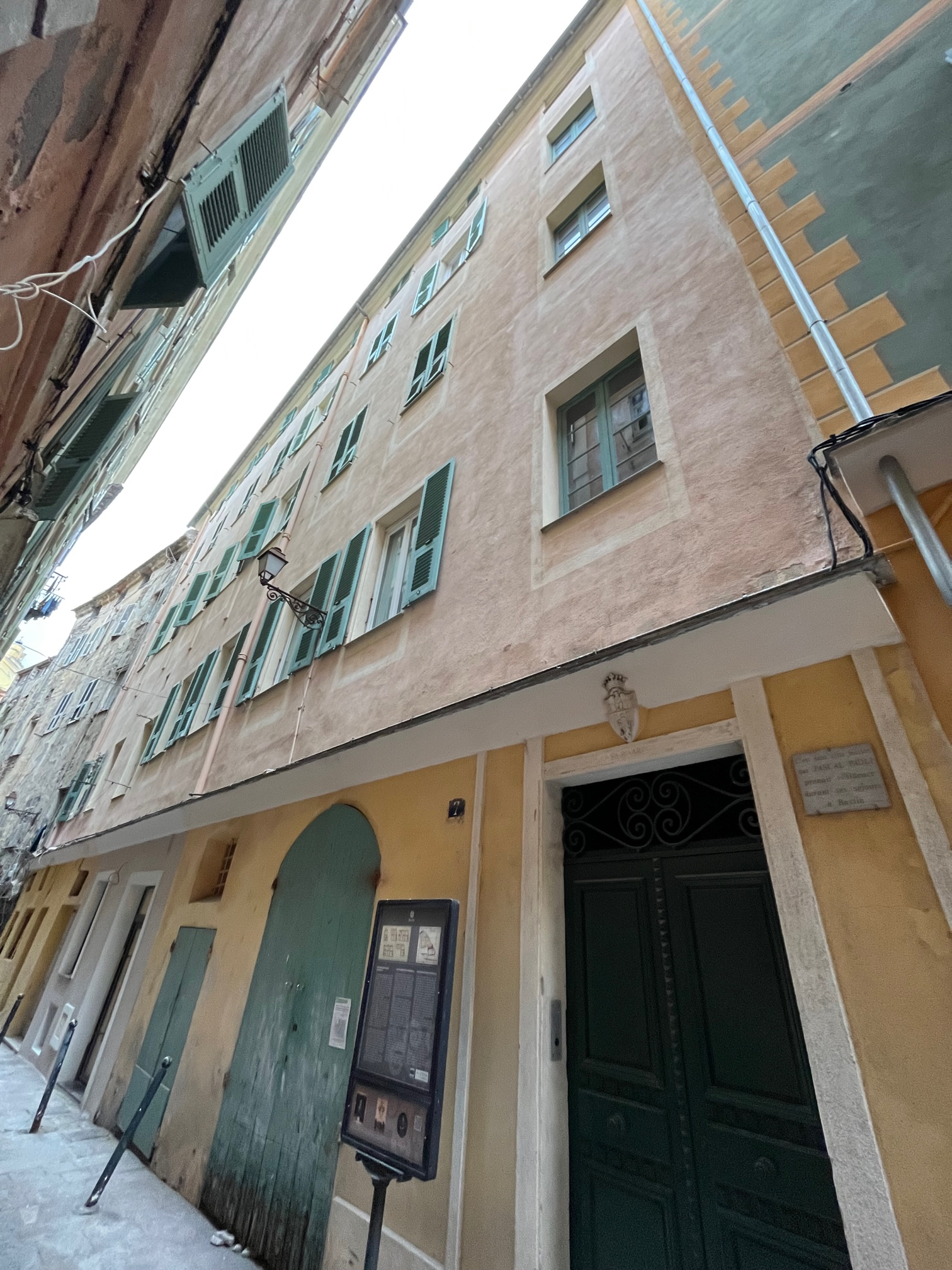
Façade de la Casa Barbaggi-Rivarola

La Maison Barbaggi-Rivarola , en corse Casa Barbaggi Rivarola est une des maisons historiques de Bastia située dans le quartier de Terravechja. Elle est située au numéro 7 de la rue Carbuccia.

## Histoire
Elle a été construite au XVIIIe siècle par Giuseppe Barbaggi, un riche marchand. Il épousa d'abord Elena Zerbi puis Dionisia Paoli (en 1761), nièce de Pascal Paoli, et se lia ainsi à la famille Paoli. Giuseppe Barbaggi était un homme de lettres et fit partie de plusieurs cercles littéraires comme l'Accademia dei Vagabondi. Il fut nommé par Pascal Paoli directeur de la monnaie et c'est dans sa maison de Muratu que « la Zecca » (l'hôtel de la Monnaie) fut installée,.
James Boswell fut reçu dans cette maison en 1765. Dans ses écrits, il raconte qu'il a été impressionné par la façon dont il a été reçu par Giuseppe Barbaggi.
C'est dans cette maison que séjournait Pascal Paoli lorsqu'il était de passage à Bastia. Il en profitait souvent pour aller voir la religieuse Maria Domenica Rivarola, appelée « La Monaca Rivarola », qui était la mère supérieure du couvent des Ursulines. Elle était connue pour être une patriote, une amie et un agent de Paoli. Il allait la voir au couvent des Ursulines en toute discrétion en passant par les jardins de la Casa Barbaggi Rivarola qui communiquaient avec le couvent,.

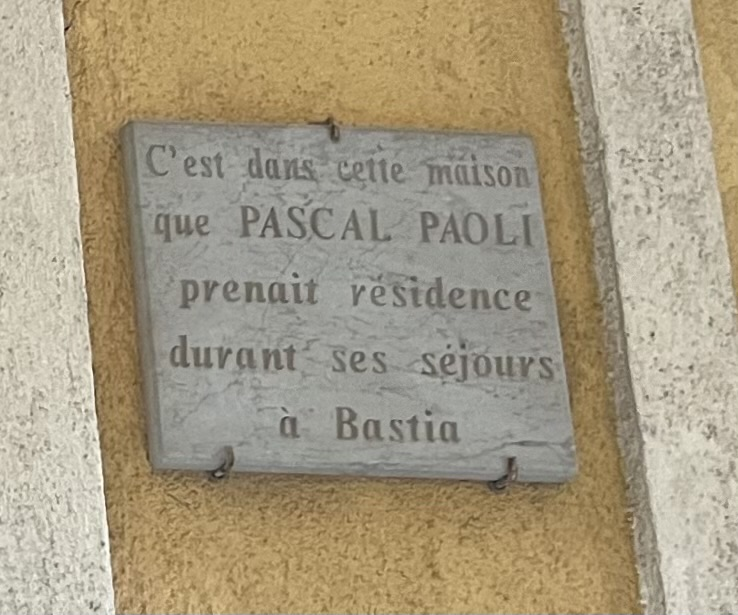
La plaque commémorative

Après la conquête de la France, Giuseppe Barbaggi fut condamné à l'exil et la maison fut réquisitionnée. Elle devient propriété du roi de France et en 1770 l'administration installe les grands fonctionnaires.
Lorsque la Corse devint anglaise, la maison fut restituée à la famille Barbaggi. Paoli y séjourna une dernière fois en 1795.
La maison revint à la fille de Giuseppe, Anna Porzia, mariée à Antonio Rivarola, frère de la Monaca. Antonio Rivarola était le représentant officiel de Paoli en Italie. Son fils Domenico Rivarola, né à Bastia en 1774, était officier de marine au service du roi de Piémont-Sardaigne. Plus tard, il fut député de Corse. C'est lui qui embellit le portail de la maison avec le blason de la famille Rivarola.

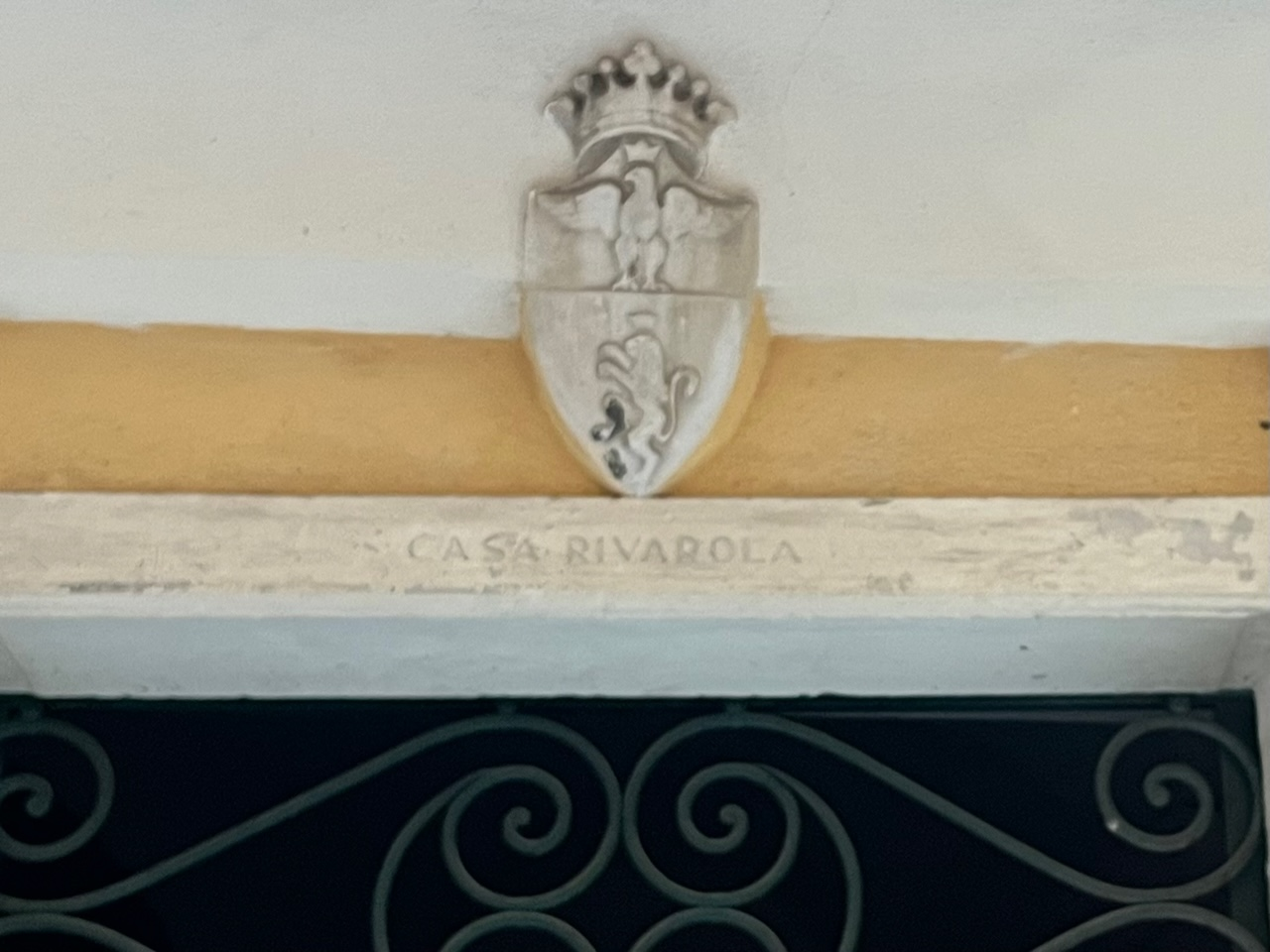
Les armoiries de la famille Rivarola au-dessus